# Astathes terminata
Astathes terminata är en skalbaggsart som beskrevs av Francis Polkinghorne Pascoe 1857. Astathes terminata ingår i släktet Astathes och familjen långhorningar. Inga underarter finns listade.